# قائمة مواقع التراث العالمي في سوريا

قائمة مواقع التراث العالمي في سوريا هي قائمةٌ بمعالم ومواقع التراث العالمي التي تقع ضمن حدود الجمهوريّة العربيّة السوريّة، والتي لها قيمة عالميّة متميّزة وأهميّة للتراث الثقافي أو الطبيعي أو كليهما كما هو مُوضَّح في اتفاقيّة حماية التراث العالمي الثقافي والطبيعي لعام 1972. تقوم لجنة التراث العالمي التابعة لمنظمة الأمم المتحدة للتربية والعلم والثقافة (يونسكو) بترشيح تلك المواقع والنظر في ملف ترشيحها، ليتم إدراجها ضمن قائمة مواقع التراث العالمي، وذلك بناءً على عدّة معايير. كما تنقسم هذه القائمة إلى قائمة رئيسيّة وقائمة إرشاديّة مؤقّتة.
أُدرِج أول موقع للتراث العالمي في سوريا في اجتماع الدورة الثالثة للجنة التراث العالمي الذي عُقِد في الأقصر في عام 1979، حيث سُجِّل منذ ذلك الحين ستة مواقع على القائمة الرئيسيّة في كل من دمشق القديمة (1979)، بصرى (1980)، تدمر (1980)، حلب القديمة (1986)، قلعتيّ الحصن في حمص وصلاح الدين في اللاذقيّة (2006)، والمدن المنسيّة في إدلب وحلب (2011)، إذ صُنِّف جميعها ضمن الفئة الثقافيّة. كما سُجِّل أثنا عشر موقعًا في القائمة الإرشاديّة المؤقّتة لمواقع التراث العالمي السوريّة. بالإضافة إلى ذلك، تضم قائمة التراث الثقافي غير المادي في سوريا أربعة مواضع تعبِّر عن تراث المجتمع السوري ذو الصبغة الثقافيّة.

## لمحة تاريخية
انضمّت سوريا إلى اليونسكو في 16 تشرين الثاني/ نوفمبر 1946، وصادقت على اتفاقيّة حماية التراث العالمي الثقافي والطبيعي (1972) في 13 آب/ أغسطس 1975، مما جعل مواقعها التاريخيّة مؤهَّلة لإدراجها في القائمة، كما كانت عضوًا في لجنة التراث العالمي في مرّة واحدة (1989-1995).
كانت مدينة دمشق القديمة أول موقع أُدرِجَ في سوريا في الدورة الثالثة للجنة التراث العالمي، التي عُقِدَت في عام 1979. وقد أُدرِجت مدينة بُصرى القديمة وموقع تدمر في العام التالي واعتُبرا الموقعين الثاني والثالث، في حين أُضيفت مدينة حلب القديمة في عام 1986. أُضيفت كل من قلعة الحصن وقلعة صلاح الدين الأيوبي مع بعضهما البعض إلى القائمة في عام 2006، تلى ذلك إضافة المدن المنسيّة في شمال سوريا في عام 2011.
لقد أُدرِجت جميع مواقع سوريا التراثيّة الست في قائمة مواقع التراث العالمي المُعرَّضَة للخطر منذ عام 2013، حيث أدّت الحرب الأهلية السوريّة إلى تهديد المواقع الأثريّة، وقد عانت حلب بشكل خاص من أضرار جسيمة، كما قد تعرّضت تدمر إلى تدمير عدد كبير من الهياكل البارزة.

## قائمة المواقع المدرجة
يُمكن فرز الجدول حسب العمود عن طريق النقر فوق  أعلى العمود المناسب: أبجديًا لأعمدة الاسم والمساحة والسنة؛ حسب الحالة لعمود الموقع؛ وحسب نوع المعايير لعمود المعايير.
الاسم؛ وهو اسم الموقع كما أدرجته لجنة التراث العالمي.
الموقع؛ وهو اسم المدينة أو المحافظة أو المقاطعة أو الإقليم أو الدولة، بالإضافة إلى إحداثيات الموقع.
الفئة؛ وهي فئة الموقع سواءً كان ثقافيًا أو طبيعيًا أو مختلطًا.
المعايير؛ وهي المعايير الثقافيّة أو الطبيعيّة التي تُعطي للموقع أهميّة عالميّة مُميّزة، وعددها عشرة معايير: ستة معايير ثقافيّة وأربعة معايير طبيعيّة.
المرجع؛ وهو الرقم المرجعي للموقع كما أدرجته لجنة التراث العالمي.
سنة التسجيل؛ تُكتب السنة التي تم فيها إدراج الموقع في قائمة التراث العالمي. بالنسبة للقائمة الإرشاديّة المؤقتة، تُكتب سنة تقديم الموقع.
الملاحظات؛ معلومات موجَزة عن الموقع، بما في ذلك أسباب تعرّض الموقع للخطر، إن أمكن.
قائمة مواقع التراث العالمي في سوريا مُرَتَّبَة حسب تاريخ إدراجها في قائمة مواقع التراث العالمي، وهي كالتالي:
| الصورة                                                   | الاسم                        | الموقع                                                                 | المعايير                    | المساحة         | سنة التسجيل | ملاحظات | المرجع |
| -------------------------------------------------------- | ---------------------------- | ---------------------------------------------------------------------- | --------------------------- | --------------- | ----------- | --- | ------ |
|                                                          | حلب القديمة                  | سوريا، محافظة حلب، سوريا · 36°14′0″N 37°10′0″E / 36.23333°N 37.16667°E | ثقافي: (iii)(iv)            | 350 (860)       | 1986        | في عام 1986 أعلنت المدينة القديمة بحلب جزاً من التراث العالمي من قبل منظمة الأمم المتحدة للعلوم والتربية والثقافة. في حلب ماض مجيد يظهر في كل مكان في العمارة، القلعة، الأسواق التقليدية، في البيوت القديمة والثقافة والفلكلور الذين تمت حمايتهم بعناية من الموسيقى والحرف اليدوية، حلب تفتخر باصولها حيث تمتد تاريخها لألف عام، تشتهر بنوعية الحياة والضيافة الأسطورية، انها جنة بانتظار أن تستكشف، وبعد الحرب الأهلية السورية والمعارك الحاصلة في المدينة دمرت اجزاء واسعة ونزح معظم السكان. | [ 20 ] |
| An old amphitheatre.                                     | بُصرى                         | محافظة درعا، سوريا · 32°31′5″N 36°28′54″E / 32.51806°N 36.48167°E      | ثقافي: (i)(iii)(vi)         | —               | 1980        | بُصرى الشام مدينة صغيرة في جنوبي سورية، وترتفع عن سطح البحر 850 متراً، وهي مركز للناحية المسماة باسمها. وتقع هذه المدينة المشهورة بأطلالها وآثارها في سهل النقرة الخصيب على أطراف اللجاة الجنوبية، قرب وادي الزيدي شمالاً ووادي البطم جنوباً، وكانت يوماً عاصمة للأنباط العرب، وقد اغتنم الرومان فرصة وفاة الملك النبطي أرعبال الثامن ليضموا المدينة والمقاطعة إلى الإمبراطورية الرومانية عام 106م ولتصبح مدينة بصرى عاصمة للولاية العربية التابعة للإمبراطورية الرومانية، ثم غدت المدينة مركزاً للكرسي الأسقفي بعد تبني الإمبراطورية الرومانية الشرقية المسيحية رسمياً. وتعني كلمة «بصرى» في الكتابات السامية القديمة «الحصن»، ولكان لموقعها المميز أثره الكبير في مكانتها المرموقة بين مدن الشرق القديم. حيث لعبت دوراً حضارياً وتجاريًاً مهماً.                                                         | [ 22 ] |
| Ruins of a stone building with columns and without roof. | دمشق القديمة                 | محافظة دمشق، سوريا · 33°30′41″N 36°18′23″E / 33.51139°N 36.30639°E     | ثقافي: (i)(ii)(iii)(iv)(vi) | 86 (210)        | 1979        | تأسّست مدينة دمشق في القرن الثالث ق. م. وهي إحدى أقدم المدن في منطقة الشرق الأوسط. ازدهرت فيها الصناعات الحرفية في خلال العصور الوسطى، لا سيّما صناعة السيوف والأشرطة المخرّمة. وتضمّ المدينة اليوم حوالى 125 معلماً تاريخياً، أحدها، لا بل ربّما أكثرها إبهاراً، هو الجامع الأمويّ الكبير الذي بُني في القرن الثامن الميلادي فوق أطلال مقامٍ آشوريّ. | [ 24 ] |
| Ruins of a stone church without roof.                    | المدن المنسيّة                | سوريا · 36°20′3″N 36°50′39″E / 36.33417°N 36.84417°E                   | ثقافي: (iii)(iv)(v)         | 12,290 (30,400) | 2011        | المدن المنسية (لأن سكانها هجروها منذ أكثر من ألف عام ) هي المدن التي نشأت على سلسلة كتل جبلية قليلة الارتفاع بين محافظات حلب وإدلب وحماة بين القرنين الأول والسابع الميلاديين وتعتبر جزءاً مهماً من تاريخ سورية وحضارتها. وتتوزع هذه المدن على كتلة جبل سمعان وكتلة جبل بريشيا والأعلى والدويلة والوسطاني وكتلة جبل الزاوية في الشمال السوري بين القمم الجبلية والسفوح والوديان ويطلق عليها علماء الآثار المدن المهجورة أو القرى المنسية أو العتيقة. وقدر عالم الآثار جورج تشالنكو أعداد هذه المدن والقرى بـ 778 موقعاً منها135 تقوم على خرائب مسكونة و322 موقعاً قامت على أنقاضها تجمعات سكنية حديثة و321 موقعاً محفوظاً بشكل مناسب غير أن تغييرات كبيرة حدثت في تلك المنطقة نتيجة التوسع السكاني والسكن فيها واستخدام حجارتها للبناء وأراضيها للزراعة ولم يعد عدد هذه القرى والمدن يتجاوز60 موقعاً. | [ 26 ] |
| A fortress of grey stone.                                | حصن الأكراد وقلعة صلاح الدين | حمص واللاذقية، سوريا · 34°46′54″N 36°15′47″E / 34.78167°N 36.26306°E   | ثقافي: (ii)(iv)             | 9 (22)          | 2006        | يجسّد هذان القصران التأثير الثقافي المتبادل وتطور الهندسة العسكرية في الشرق الأوسط طوال مرحلة الحروب الصليبية من القرن الحادي عشر ولغاية القرن الثالث عشر. وقد تم بناء حصن الأكراد على يد أخوية فرسان القديس يوحنا المعروفة بفرسان المشفى من عام 1142 إلى عام 1271، فيما أنجزت المرحلة الثانية من الأعمال على يد المماليك في نهاية القرن الثالث عشر. ويعدّ حصن الأكراد من قصور الحروب الصليبية التي حظيت بأعلى درجة من الحماية. أما قلعة صلاح الدين، فتشكل رغم الدمار الجزئي الذي حلّ بها مثالاً هاماً آخر لهذا النمط من القلاع، سواء على مستوى نوعية البناء أو على مستوى البصمات التاريخية المتتالية التي تحملها، وهي تتضمن عناصر من العصر البيزنطي من القرن العاشر وتغييرات أدخلها الإفرنج في نهاية القرن الثاني عشر وتحصينات أضافها الأيوبيون (في نهاية القرنين الثاني عشر والثالث عشر).         | [ 28 ] |
| Ruins of stone buildigns with columns.                   | تدمر                         | محافظة حمص، سوريا · 34°33′15″N 38°16′0″E / 34.55417°N 38.26667°E       | ثقافي: (i)(ii)(iv)          | 0.36 (0.89)     | 1980        | تحتضن هذه الواحة الواقعة في الصحراء السورية شمال شرق دمشق آثاراً ضخمة لمدينة كبيرة شكلت أحد أهم المراكز الثقافية في العالم القديم. ونظراً لوقوعها عند ملتقى حضارات عدة، دمجت تدمر في فنها وهندستها طوال القرنين الأول والثاني بين التقنيات اليونانية الرومانية والتقاليد المحلية وتأثيرات بلاد فارس. | [ 30 ] |

## القائمة الإرشادية المؤقتة
بالإضافة إلى قائمة المواقع المُدرجة في قائمة التراث العالمي، تطرح الدول الأعضاء في اليونسكو قائمةً بالمواقع المؤقتة المُحتمل إضافتها إلى القائمة، والتي تكون بانتظار الترشيح. ولا تُقبل الترشيحات لإدراج المواقع في قائمة التراث العالمي إلاّ إذا كانت مدرجة في القائمة المؤقتة. بلغ عدد المواقع السوريّة المُدرَجة في القائمة المؤقّتة حتى عام 2021 إثنا عشر موقعًا هي:
| الصورة                 | الاسم                   | الموقع                                                                 | المعايير         | سنة التقديم | ملاحظات | المرجع |
| ---------------------- | ----------------------- | ---------------------------------------------------------------------- | ---------------- | ----------- | --- | ------ |
| نواعير حماة.           | نواعير حماة             | سوريا، محافظة حماة، سوريا                                              | ثقافي: (i)(iv)   | 1999        | تقع النواعير في مدينة حماة على وادي العاصي، وتعد مدينة حماة من أشهر المدن في العالم بآلات رفع الماء التي تدار بقوة التيار والتي تسمى الناعورة. وهناك عدد كبير من النواعير التي تتوضع على ضفاف نهر العاصي من جنوب شرق حماة وحتى الشمال الغربي منها. | [ 33 ] |
| أوغاريت.               | أوغاريت                 | محافظة اللاذقية، سوريا                                                 | ثقافي: (iii)(vi) | 1999        | تم اكتشاف أنقاض أوغاريت المدينة السورية القديمة في تل أثري يدعى اليوم رأس شمرة، ويبعد ثلاثة كيلومترات عن الطرف الشمالي الشرقي لمدينة اللاذقية الحالية. ففي عام 1928 عثر بالصدفة على أحد المدافن في حقل يقع بالقرب من خليج المينا البيضا في قرية برج القصب، وكان هذا الاكتشاف نقطة بدء التحري والتنقيب في تل رأس الشمرة. | [ 35 ] |
| إبلا.                  | إبلا تل مرديخ           | تل مرديخ، سراقب، محافظة إدلب، سوريا                                    | ثقافي: (iii)(vi) | 1999        | وقد كانت إبلا مملكة عريقة وقوية ازدهرت في شمالي سورية في منتصف القرن الثالث قبل الميلاد، فبسطت نفوذها على المناطق الواقعة بين هضبة الأناضول شمالاً وشبه جزيرة سيناء جنوباً، ووادي الفرات شرقاً وساحل المتوسط غرباً، وأقامت علاقات تجارية ودبلوماسية وثيقة مع دول المنطقة مثل مصر وبلاد الرافدين، وظل مكان إبلا غير معروف حتى وقت قريب، إلى أن كشفت عنها بعثة أثرية إيطالية من جامعة روما يرأسها عالم الآثار الشهير باولو ماتييه. | [ 37 ] |
| مملكة ماري             | مملكة ماري (تل حريري)   | محافظة دير الزور، سوريا                                                | ثقافي: (iii)(vi) | 1999        | تميزت ماري بموقعها الإستراتيجي وإمكاناتها الاقتصادية وفعالياتها الحضارية وصلاتها المختلفة بممالك الشرق القديم (مثل: أور، كيش، إيسين، لايسا، أوروك، نيبور، أشنونا، بابل، إبلا، أكاد، آشور، يمحاض). واشتهرت ماري كعاصمة للسلالة العاشرة بعد الطوفان، مما يدل على قدمها. وكان من أشهر ملوكها «آنسود»، الذي ربما كان مؤسس هذه السلالة الحاكمة، التي حكمت نحو 136 عاماً. وتجدر الإشارة إلى هدية ملك أور (ميسانيبادا) إلى حليفه ملك ماري (آنسود)، التي اكتشفت في ماري، وهي محفوظة في المتحف الوطني بدمشق، تجسد العلاقات الودية بين ملوك هاتين المملكتين. | [ 39 ] |
| دورا أوربوس            | دورا أوربوس             | بادية الشام، محافظة دير الزور، سوريا                                   | ثقافي: (ii)(iv)  | 1999        | تم تأسيس دورا أوروبوس مع نهاية القرن الرابع قبل الميلاد، على يد أحد ضباط الملك سلوقوس الأول، كحامية عسكرية مقدونية بسيطة، محتمية بقلعة حصينة تمكنها من بسط السيطرة على الفرات الواصل بين عاصمتي الإمبراطورية السلوقية أنطاكية وسلوقية (على نهر دجلة)، ويبين اسم دورا أوروبوس أصلها، فكلمة دورا تعني «الحصن» باللغة الآشورية-البابلية أو الآرامية وأوروبوس اسم مسقط رأس سلوقوس الأول. وتحولت هذه الحامية إلى مدينة في القرن الثاني قبل الميلاد حين اكتملت تحصيناتها الخارجية وتقسيماتها الداخلية وفق النموذج الإغريقي الخالص. | [ 41 ] |
| أفاميا                 | أفاميا                  | محافظة حماة، سوريا                                                     | ثقافي: (iv)      | 1999        | قد ورد ذكرها في التواريخ القديمة، فذكرها استرابون باسم «بارنوكا» وبعد معركة إيسوس عام 333 ق.م سميت باسم «بيلا». لكن المؤسس الحقيقي لهذه المدينة هو الملك سلوقس الأول نيكاتور عام 300 ق.م وسماها باسم زوجته الفارسية أبامه Apame وجعل منها العاصمة الحربية للإمبراطورية السلوقية، ودعيت في أيام الإمبراطور كلاوديوس باسم «كلاودية أفاميا». وقد حافظت المدينة على ازدهارها ومكانتها العسكرية عبر تاريخها الطويل وطوال تسعة قرون، إذ كانت قاعدة انطلاق الجيوش السلوقية، كما جرى فيها الكثير من وقائع الحروب الأهلية الرومانية ولعبت دوراً مهماً في الحروب الفارسية الرومانية. | [ 43 ] |
| واجهة قصر الحير الشرقي | قصر الحير الشرقي        | البادية السورية، على بعد 105 كيلو متراً من الشمال الشرقي من تدمر، سوريا | ثقافي: (iv)      | 1999        | يعد قصر الحير الشرقي بالإضافة إلى شقيقه قصر الحير الغربي اللذين أمر ببنائهما الخليفة الأموي هشام بن عبد الملك، من أبرز القصر الأموية المشيدة في بادية الشام. | [ 45 ] |
| واجهة قصر الحير الشرقي | معلولا                  | محافظة دمشق، سوريا                                                     | ثقافي: (v)(vi)   | 1999        | تتميز معلولا بآثارها القديمة وكنائسها وأديرتها التي تعود في تاريخها إلى مطلع القرون الميلادية وترتبط بأسماء عدد من القديسين المشهورين في الشرق. | [ 47 ] |
| قلعة طرطوس             | قلعة طرطوس              | محافظة طرطوس، سوريا                                                    | ثقافي: (ii)(iv)  | 1999        | تقع قلعة طرطوس في طرطوس القديمة، شغلها البيزنطيون خلال القرن العاشر، وأحتلها الفرنجة إلى أن حررها العرب لمدة قصيرة في أيام صلاح الدين الأيوبي ونور الدين، وأخيراً عام 1276 أيام المماليك. تقع القلعة في الزاوية الشمالية الغربية من أسوار المدينة، وهي مزودة بخنادق تحيط بالسور الداخلي. | [ 49 ] |
| الرقة السُورية          | مدينة الرقة العباسيّة    | محافظة الرقة، سوريا                                                    | ثقافي: (ii)      | 1999        | في العصر العباسي فقد ازداد اهتمام العباسيين بالمدينة نظراً لموقعها الهام على تخوم الدولة الشمالية، حيث كانت معرضة دائمًاً لخطر البيزنطيين، فأمر الخليفة المنصور عام 156هـ/772م ببناء مدينة جديدة على شاكلة بغداد شمال غربي الرقة دعاها الرافقة، وهي مدينة توأم للرقة، وكانت تقع على بعد 2 كم منها، وتم بناء المدينة الجديدة وفق مخطط مدينة بغداد ذات الأبواب الأربعة المؤدية نحو الحواضر والأقاليم، وتمت إحاطتها بسور يشبه سور بغداد، إلا أن ضرورات الموقع حالت دون بناء سور مزدوج من ناحية النهر، بل استعيض عن ذلك بأبراج ضخمة، أما بقية السور فقد كان على شكل نعل فرس، وله بابان، غربي زالت معالمه وشرقي ما زال باقياً وهو باب بغداد، ويبلغ ارتفاع فتحته خمسة أمتار تعلوه قنطرة ذات قوس منكسرة، كما بنى المنصور مسجداً جامعاً ما تزال آثاره باقية حتى اليوم. | [ 51 ] |
| صورة فضائية للجزيرة    | جزيرة أرواد             | محافظة طرطوس، سوريا                                                    | ثقافي: (ii)(v)   | 1999        | جزيرة سورية، تقع على بعد 5 كم من شاطئ طرطوس، وهي جزيرة قديمة كانت مملكة فينيقية مزدهرة سيطرت على مناطق من سواحل سوريا الشمالية. | [ 53 ] |
| دورا أوربوس            | مملكة ماري ودورا أوربوس | محافظة دير الزور، سوريا                                                | ثقافي: (ii)(iii) | 2011        | مملكة ماري هي إحدى ممالك الحضارات السورية القديمة، ازدهرت في الألف الثالث قبل الميلاد، أما آثار دورا أوروبوس في الفرات الأوسط معلماً أثرياً يختزن حكايات حضارة تروي قصص حقب تاريخية بثقافاتها وعاداتها المختلفة، وذلك باختصارها لثقافة العالم القديم. | [ 55 ] |

### مواقع سابقة
تضم القائمة الإرشاديّة المؤقّتة في سوريا عدّة مواقع سابقة تم رفضها أو سحبها أو استبدالها بترشيحات أخرى:
| الصورة | الاسم                                | الموقع                       | المعايير | المرجع | سنة التقديم | ملاحظات                                                                                                  |
| ------ | ------------------------------------ | ---------------------------- | -------- | ------ | ----------- | --- |
|        | الرصافة                              | محافظة الرقة                 | ثقافي    |        | 1995 - 1996 | |
|        | بحيو                                 | محافظة إدلب                  | ثقافي    |        | 1995 - 1996 | سُحِب ترشيح الموقع عام 1996، واستُبدِل بترشيح أشمل هو المُدن المنسيّة المُدرج على القائمة منذ 2011 (مرجع 1348). |
|        | الباموقة                             | محافظة إدلب                  | ثقافي    |        | 1995 - 1996 | |
|        | شهبا                                 | محافظة السويداء              | ثقافي    |        | 1995 - 1996 | |
|        | الدانا                               | محافظة إدلب                  | ثقافي    |        | 1995 - 1996 | سُحِب ترشيح الموقع عام 1996، واستُبدِل بترشيح أشمل هو المُدن المنسيّة المُدرج على القائمة منذ 2011 (مرجع 1348). |
|        | الطريق القديم الذي يقطع منطقة اللجاة | محافظة السويداء ومحافظة درعا | ثقافي    |        | 1995 - 1996 | |
|        | قلعة الرحبة                          | محافظة دير الزور             | ثقافي    |        | 1995 - 1996 | |
|        | قلعة جعبر                            | محافظة دير الزور             | ثقافي    |        | 1995 - 1996 | |
|        | قلعة المَرقب                          | محافظة طرطوس                 | ثقافي    |        | 1995 - 1996 | |
|        | قلعة نجم                             | محافظة حلب                   | ثقافي    |        | 1995 - 1996 | |
|        | الطريق الروماني بين حلب وأنطاكيا     | محافظة حلب                   | ثقافي    |        | 1995 - 1996 | [ 57 ]                                                                                                   |
|        | قصر ابن وردان                        | محافظة حماة                  | ثقافي    |        | 1995 - 1996 | |
|        | قاطورة                               | محافظة حلب                   | ثقافي    |        | 1995 - 1996 | سُحِب ترشيح الموقع عام 1996، واستُبدِل بترشيح أشمل هو المُدن المنسيّة المُدرج على القائمة منذ 2011 (مرجع 1348). |
|        | النبي هوري                           | محافظة حلب                   | ثقافي    |        | 1995 - 1996 | سُحِب ترشيح الموقع عام 1996، واستُبدِل بترشيح أشمل هو المُدن المنسيّة المُدرج على القائمة منذ 2011 (مرجع 1348). |
|        | تل عدا                               | محافظة حماة                  | ثقافي    |        | 1995 - 1996 | |
|        | تل عين دارة                          | محافظة حلب                   | ثقافي    |        | 1995 - 1996 | سُحِب ترشيح الموقع عام 1996، واستُبدِل بترشيح أشمل هو المُدن المنسيّة المُدرج على القائمة منذ 2011 (مرجع 1348). |
|        | تل المشرفة (قطنا)                    | محافظة حمص                   | ثقافي    |        | 1995 - 1996 | |

## قائمة التراث اللامادي
لا يقتصر التراث، بحسب اليونسكو، على المعالم الثقافيّة أو الطبيعيّة، وإنمّا يشمل أيضًا التقاليد والممارسات ومظاهر التعبير والمعارف والمهارات المرتبطة بإنتاج الصناعات الحرفيّة التقليديّة، وهذا ما يُعرف بالتراث الثقافي اللامادي. تقوم اللجنة الدوليّة الحكوميّة لصون التراث الثقافي غير المادي بصياغة توصيات بشأن التدابير الرامية إلى صون هذا التراث، وتتولى أيضًا دراسة الطلبات التي تقدمها الدول الأطراف، بما فيها سوريا، لإدراج عناصر من التراث غير المادي في القوائم والمقترحات الخاصّة بالبرامج والمشروعات. تضم قائمة التراث اللامادي في سوريا أربعة مواضيع تعبِّر عن ثقافة المجتمع السوري:
| الصورة | الاسم                                               | المرجع | سنة التسجيل | ملاحظات |
| ------ | --------------------------------------------------- | ------ | ----------- | --- |
|        | الصقارة تراث إنساني حي (1)                          | 01209  | 2016        | الصقارة حرفة تقليدية تُمارس في العديد من بلدان العالم وتقوم على ترويض الصقور وتدريبها بهدف استخدامها في الصيد. وكانت الصقارة في الأساس وسيلة لتوفير الغذاء، ولكنها باتت تجسد روح الصداقة والمشاركة وهي تتركز بصورة رئيسية على طول مسارات وممرات هجرة الطيور ويمارسها أشخاص من كل الأعمار، رجالاً أو نساءً، هواةً أو محترفين. ويطور مربو الصقور علاقة قوية ورابطاً روحياً مع طيورهم. ومن الجدير بالذكر أن تربية الصقور وتدريبها والتعامل معها واستخدامها للصيد تستلزم تحلي مربي الصقور بالكثير من الصبر والخبرة. |
|        | خيال الظل                                           | 01368  | 2018        | مسرح خيال الظل هو فن تقليدي يتكون من دمى مصنوعة يدوياً تتحرك خلف ستارة رقيقة شفافة أو شاشة داخل مسرح مظلم. يُسقط ضوء من خلف المسرح ظلال الدمى على الشاشة بينما تتحرك على طول النص الشفهي والموسيقى. يدور المحتوى المسرحي لخيال الظل حول انتقادات اجتماعية فكاهية – تستخدم عناصر الإيحاء والشعر والنثر والغناء والموسيقى – ويتم توظيف السخرية لنقل الروايات بين الشخصيتين الرئيسيتين، كاراكوز الساذج وصديقه الذكي عيواظ. وتشمل الشخصيات الأخرى الشخصيات النسائية والحيوانات الناطقة. تقام العروض تقليديا في المقاهي الشعبية، حيث يتجمع الناس لمشاهدة قصص عن الحياة اليومية. |
|        | الممارسات والحرف المرتبطة بالوردة الشامية في المراح | 01369  | 2019        | الممارسات والحرفية المرتبطة بالوردة الشامية يمارسها بشكل رئيسي المزارعون والعائلات في قرية المراح بريف دمشق، الذين يمتلكون معرفة متخصصة في إنتاج الزيوت العطرية والطب التقليدي من الوردة الشامية، بالإضافة إلى أشياء أخرى، فضلاً عن المجتمع القروي والعائلات التي تنظم المهرجان السنوي للوردة الشامية . تبدأ الوردة الشامية بالتفتح في شهر أيار / مايو عندما يبدأ القطف وينطلق المهرجان السنوي. يتوجه المزارعون وأسرهم إلى الحقول في الصباح الباكر لقطف الورود ثم يعودون إلى منازلهم بعد الظهر، حيث تساعد الأسرة بأكملها في فرز براعم الورد المجففة لصنع الشاي. يتم تخزين بتلات الورد الأخرى وتحضيرها للتقطير. تساعد نساء القرية بعضهن البعض في صنع شراب الورد والمربى والمعجنات أثناء غنائهن على الألحان المحلية. تبيع الصيدليات الورد الشامي المجفف لفوائده الطبية المتعددة. يجذب المهرجان الناس من العديد من القرى المجاورة الذين يأتون للمشاركة والاستمتاع بالأجواء، حيث يتم تقديم الأطباق المليئة بالورد من قبل النساء، كما يتم غناء مجموعة من الأغاني الشعبية التي تحتفل بالورد. ويعد المهرجان شهادة على الأهمية الثقافية التي لا تتضاءل للعنصر بالنسبة لحامليه والتزامهم الدائم بصونه.                                                                   |
|        | القدود الحلبيّة                                      | 01578  | 2021        | القدود الحلبية هي شكل من أشكال الموسيقى التقليدية الحلبية ذات لحن ثابت. يتم غنائها لأغراض دينية وترفيهية، وتختلف كلمات الأغاني وفقًا لنوع الحدث. يمكن للمغنين ذوي الخبرة أن يرتجلوا كلمات الأغاني وفقًا لما يحدث حولهم. ومن المعروف أنهم يستخدمون الغناء العميق ويصلون إلى الذروة أثناء الاحتفاظ بنغمة طويلة أو تكرار عبارة، مما يرسل جمهورهم إلى ما يشار إليه بالطرب أو الابتهاج. تصف المجتمعات الحالة العاطفية التي تمر بها عندما يصل فناني الأداء إلى هذه الذروة بأنها "سكران دون شرب". يلعب الجمهور دورًا رئيسيًا في إلهام إبداع المؤدي. يرقصون تقليديًا على الموسيقى من خلال رفع أذرعهم وتحريك الجزء العلوي من الجسم. موسيقى القدود مصاحبة لفرقة موسيقية. ويواصل الحلبيون أداء الموسيقى في أزقة وأسواق المدينة القديمة. متأثرة بالتغيرات الاجتماعية مع احتفاظها بعناصرها التقليدية، انتشرت القدود أيضًا إلى أجزاء أخرى من المدينة. تمت إضافة كلمات ذات طبيعة غير دينية، تحكي قصص الحياة والحب والتقاليد والشرف، مأخوذة أحيانًا من الشعر الشعبي. تعتبر القدود جزءًا حيويًا من الثقافة الحلبية ويُنظر إليها على أنها مصدر للصمود، خاصة أثناء الحرب. ويتم نقل المعرفة بشكل غير رسمي بين الموجهين والشباب، وبشكل رسمي من خلال المناهج المدرسية والبث الإعلامي والبرامج. |
|        | صناعة الأعواد الموسيقية والعزف عليها                | 01867  | 2022        | العود هو آلة موسيقية تقليدية تُعزف في إيران وسوريا. يتكون العود في كلا البلدين من صندوق صوت على شكل كمثرى مصنوع من خشب الجوز أو الورد أو الحور أو الأبنوس أو المشمش. تستغرق صناعة العود ما يصل إلى خمسة وعشرين يومًا، يُترك خلالها الخشب ليجف ويتصلب ثم تتم معالجته بالماء والبخار لمدة خمسة عشر يومًا لزيادة متانته. تُصنع الأعواد بأحجام مختلفة لأجسام مختلفة الحجم ومزينة بنقوش خشبية وأنماط الفسيفساء. عادةً ما تحتوي على خمسة أوتار ثنائية، على الرغم من إمكانية إضافة سلسلة سادسة. يمكن للأداة إنتاج نغمات لحنية متناغمة. يتم العزف على العود منفردًا أو في مجموعات ويصاحبه الأغاني التقليدية والرقص في مجموعة واسعة من الأحداث. وتنتقل ممارستها من خلال التلمذة الصناعية وفي المراكز الموسيقية والكليات والجامعات في المناطق الحضرية. |
|        | نفخ الزجاج السوري التقليدي                          | 01956  | 2023        | نفخ الزجاج التقليدي في دمشق هو حرفة لصنع منتجات زجاجية باستخدام قطع من نفايات الزجاج. لإنشاء شيء ما، يتم وضع قطع من الزجاج داخل فرن من الطوب مصنوع يدويًا حتى تذوب. يقوم الحرفي بلف الزجاج المنصهر حول قضيب معدني مجوف. ثم يقوم بعد ذلك بالنفخ في القضيب لنفخ الزجاج، ويستخدم ملقط معدني لتشكيله بالشكل المطلوب، مثل كوب أو مزهرية أو مصباح أو زخرفة. تُستخدم الأصباغ المسحوقة لتلوين الزجاج أثناء ذوبانه أو لتزيين الأشياء بمجرد تبريدها وتصلبها. غالبًا ما يتم رسم أو نقش الرموز الثقافية على الزجاج. ويتميز نفخ الزجاج الدمشقي بالألوان المستخدمة الأبيض والأزرق والأخضر والقرمزي، بالإضافة إلى الزخارف المطلية بالذهب. وفي الماضي، ظلت هذه الممارسة ضمن عائلات محددة، حيث كان الأب ينقل أسرار الحرفة إلى أولاده. واليوم، يتم نقل المعرفة والمهارات ذات الصلة بشكل غير رسمي من خلال الممارسة العملية والتعليمات في ورش العمل. يشكل نفخ الزجاج الدمشقي مصدر رزق للحرفيين، ويساهم في خلق شعور بالاستمرارية والانتماء. كما أنها ترتبط بالفضاءات الاجتماعية والروحية والتاريخية وبالممارسات التي تجري فيها. |

## خريطة المواقع
| دمشق حلب قلعة الحصن قلعة صلاح الدين تدمر بصرى المدن المنسية إبلا حماة أوغاريت مملكة ماري دورا أوربوس أفاميا الحير الشرقي معلولا أرواد الرقة قلعة طرطوس سبخة الجبول مواقع التراث العالمي في سوريا. · مواقع مسجلة ضمن التراث العالمي · مواقع على القائمة المؤقتة · مواقع رامسار للأراضي الرطبة |

## حواش
- 1 صُنِّفت ضمن التراث العالمي اللامادي في سوريا بالتشارك مع العديد من الدول التي تعرف ممارسة هذه الهواية ضمن تراثها الوطني، وهي: الإمارات العربية المتحدة، قطر، السعودية، المغرب، إسبانيا، النمسا، بلجيكا، التشيك، فرنسا، هنغاريا، كوريا الجنوبية، منغوليا.

## وصلات خارجية
- صفحة سوريا في موقع مركز التراث العالمي، يونسكو (بالإنجليزية)